# 粗穗大节竹
粗穗大节竹（学名：Indosasa ingens）为禾本科大节竹属下的一个种。